# パンダキャンディ
『パンダキャンディ』（原題: 熊猫奶糖、英: The Panda Candy）は、2007年に製作された中国映画。
監督は、中国のロックバンド、ニューパンツ（新褲子、NEW PANTS）のフロントマンのポンレイ。
日本では、2011年7月9日に第3回アジアンクィア映画祭にてで初上映された。

## キャスト
- チュン・スー
- タキ・チャン